# 趙五星
趙五星（?—?），河南省開封府汜水縣人，清朝政治人物、同進士出身。
光緒九年（1883年），参加癸未科殿試，登進士三甲134名。同年五月，著交吏部掣签分发各省，以知县即用。